# El Paso Museum of Art
Il El Paso Museum of Art è un museo d'arte situato a El Paso, in Texas.

## Collezioni
Il patrimonio del museo coniuga un forte orientamento alla realtà artistica della regione ad opere di respiro internazionale; è composto da cinque collezioni, distinte sia per origine che per tematiche artistiche.

### Arte europea dei secoli XIII-XVIII

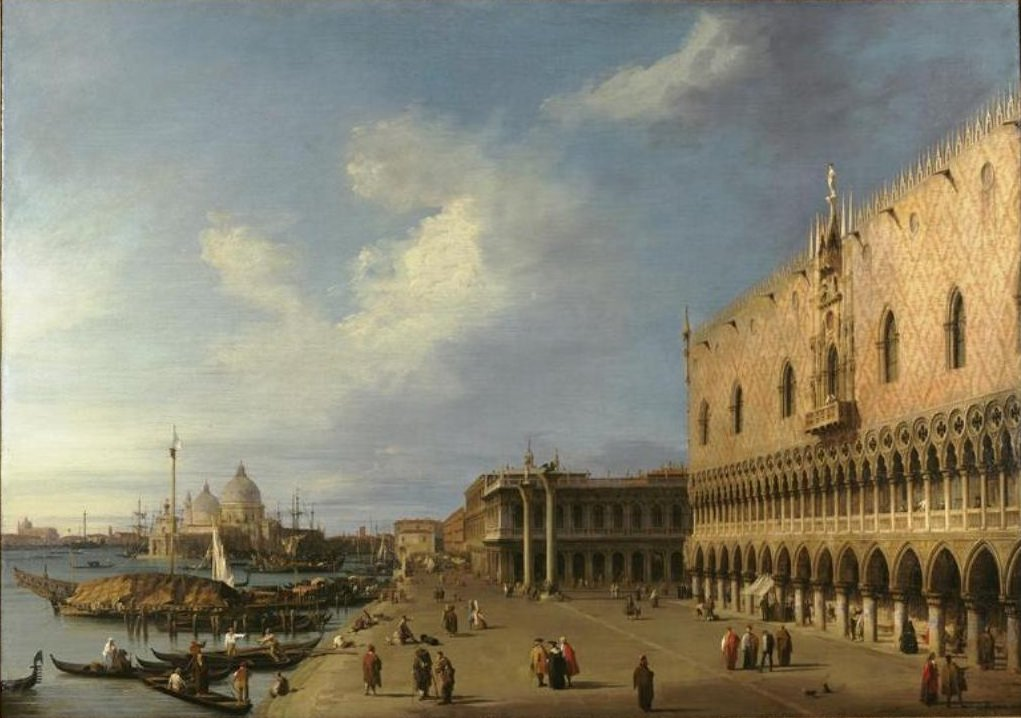
Canaletto, Il molo di Venezia (1730 circa)

La sezione è costituita prevalentemente dalle opere della collezione di Samuel Henry Kress: si tratta di dipinti e sculture prevalentemente italiani e spagnoli (Canaletto, Jusepe de Ribera, Lorenzo Lotto, Murillo, Bernardo Strozzi, Zurbaran), ma anche fiamminghi (Antoon Van Dyck).
Il museo ha una collezione di arte europea dal XII al XVIII secolo.

### Arte messicana
La raccolta testimonia l'arte del periodo dell'occupazione spagnola nella regione ed è costituita da dipinti, vasellame e oggetti devozionali.

### Lavori su carta
La collezione comprende più di 2500 disegni, acquarelli, stampe e fotografie dal XVII al XX secolo. Sono rappresentati artisti europei ed americani, fra i quali Jusepe de Ribera, Albrecht Dürer, Rembrandt, Francisco Goya, Paul Cézanne, Edgar Degas, William Merritt Chase, James Abbott McNeill Whistler e Pablo Picasso.

### Arte contemporanea
La raccolta comprende opere di artisti del XX e XXI secolo appartenenti all'area geografica del sud-ovest degli Stati Uniti e del Messico.

### Arte americana
Si tratta di una collezione di dipinti di autori statunitensi, in particolare degli Stati del sud-ovest, del XIX e del XX secolo, testimonianza in particolare dell'impressionismo e della prima ritrattistica americana (Frederic Remington, John French Sloan, Robert Henri, William Merritt Chase e John Twatchman) ma anche delle prime avanguardie (Max Weber).